# Cornelius Van Til

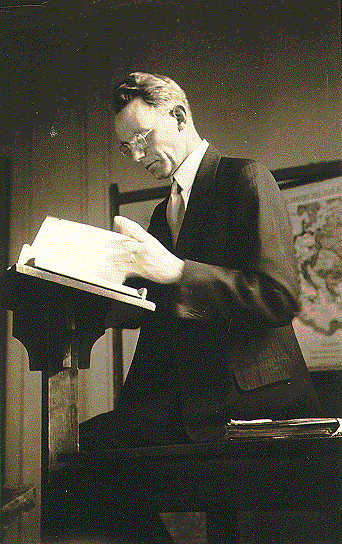
Cornelius Van Til

Cornelius Van Til (* 4. Mai 1895 in Grootegast, Provinz Groningen, Niederlande; † 17. April 1987 in USA) war ein reformierter Theologe, presbyterianischer Pastor, Professor für Apologetik am Westminster Theological Seminary, Begründer des sog. präsuppositionellen Ansatzes christlicher Apologetik und Autor von über 300 Publikationen und 40 Büchern.

## Biographie
Van Til war ein Sohn von Ite und Klazina van Til. Wegen wirtschaftlichen Schwierigkeiten in den Niederlanden um die Jahrhundertwende wanderte die Familie 1905 in die USA nach Highland, Indiana, aus, wo sie eine Milchfarm betreiben konnten. 1914 besuchte er die Calvin-Vorbereitungsschule, und ab 1917 studierte er am Calvin College in Grand Rapids in Michigan, wo er 1922 mit einem Bachelor of Arts abschloss. Er studierte weiter am Princeton Theological Seminary, wo er 1924 seinen Bachelor und 1925 seinen Master in Theologie machte. Einer seiner wichtigen Lehrer war Caspar Wistar Hodge Jr. (1870–1937). An der Universität Princeton erhielt er 1927 seinen Doktor in Philosophie. Seine Doktorarbeit, die von Archibald Allan Bowman (1886–1937) begleitet wurde, trug den Titel God and the Absolute (deutsch: Gott und das Absolute), worin er die Gottesbilder der reformierten Theologie mit dem philosophischen Idealismus verglich.
Daraufhin war er als Pastor in einer kleinen Kirchgemeinde der Christian Reformed Church (CRC) in Spring Lake in Michigan, tätig. 1928 begann er seine Lehrtätigkeit in Apologetik in Princeton, schloss sich aber bald der konservativen Gruppe um den Neutestamentler John Gresham Machen an, den er bereits von Princeton her kannte. Sie gründeten 1929 das Westminster Theological Seminary in Glenside bei Philadelphia. Hier lehrte er 51 Jahre lang bis 1979 Apologetik, wobei er in den letzten acht Jahren bereits im Ruhestand war. 1932 erschien sein erstes bedeutendes Werk zur Apologetik unter dem Titel The Metaphysics of Apologetics.
Außerdem war er Pfarrer der Orthodox Presbyterian Church seit den 1930er Jahren bis zu seinem Tod im Jahre 1987. In dieser Glaubensgemeinschaft wurde er in einen heftigen Disput mit dem Philosophen und Theologen Gordon Haddon Clark (1902–1985) über Gottes Unvergleichlichkeit verwickelt, die als die Clark-Van Til-Kontroverse bekannt wurde.

## Familie
Van Til heiratete Rena Klooster († 1978) im September 1925, sie hatten einen Sohn namens Earl († 1982), und eine Grosstochter Sharon Reed.

## Ehrungen
Van Til wurden zwei Ehrendoktortitel in Theologie verliehen:
- University of Potchefstroom, Südafrika.
- Reformed Episcopal Seminary, Philadelphia.

## Denken, Theologie und Rezeption
Van Til stützte sich auf die Arbeiten niederländischer calvinistischer Philosophen wie Dirk Hendrik Theodoor Vollenhoven und Herman Dooyeweerd sowie Theologen wie Abraham Kuyper (1837–1920) und Herman Bavinck (1854–1921), um einen neuartigen Ansatz christlicher Apologetik ins Leben zu rufen, welcher der traditionellen Methodik der Argumentation mit Nicht-Christen auf sozusagen „neutralem Boden“ entgegenstand. 1927 und 1929 besprach er in der Princeton Theological Review die Ansätze von Alfred North Whitehead und Hermann Bavinck, um aufzuzeigen, dass ein neutraler Standpunkt unmöglich sei. Er legte keinen besonderen Wert auf die Bezeichnung dieses Ansatzes als präsuppositionell (also: bereits von einer Grundvoraussetzung ausgehend), die streng genommen eher die apologetische Methode von Gordon Clark beschreibt. Aber er und auch seine Studenten akzeptierten sie als ein Mittel der Konvention, weil sie zumindest nützlich sei, um Methoden einzuordnen in solche, die Neutralität verneinen und solche, die dies nicht tun. Er verneinte eine neutrale Perspektive und erachtete sie sogar als unmoralisch.
In Van Til: The Theologian beschreibt John M. Frame, ein wohlwollender Schüler und Kritiker Van Tils, dessen Beitrag zur christlichen Philosophie als in seiner Bedeutung vergleichbar mit dem Immanuel Kants in der nicht-christlichen Philosophie. Er weist darauf hin, dass Van Til die Disziplinen der systematischen Theologie und der Apologetik identifiziert habe als positive Behauptung des christlichen Glaubens bzw. als Verteidigung dieser Behauptung – „eher ein Unterschied in der Betonung als in der Sache“. Frame fasste Van Tils Erbe zusammen als eine neuartige Anwendung traditioneller Glaubensgrundsätze:
So wenig neuartig seine Lehrsätze auch sein mögen, sein Gebrauch dieser Formulierungen -- wie er sie einsetzt -- ist häufig recht bemerkenswert. So wird die Souveränität Gottes zu einem erkenntnistheoretischen, aber auch zu einem religiösen und metaphysischen Prinzip. Die Trinität wird zu einer Antwort auf das philosophische Problem der Universalität. Common grace wird zum Schlüssel einer christlichen Philosophie der Geschichte. Diese neuen Anwendungen gebräuchlicher Lehrsätze erweitern zwangsläufig das Verständnis der Lehrsätze selbst.
In ähnlicher Weise führte Van Tils neuartige Anwendung der Lehre von der Verderbtheit des Menschen und der ultimativen Autorität Gottes zu seiner Reformierung der Apologetik. Insbesondere lehnte er Neutralität in der Apologetik ab aufgrund der völligen Verderbtheit der Menschheit und des infiltrierenden Einflusses der Sünde auf das Argumentationsvermögen des Menschen (entsprechend dem calvinistischen Verständnis des ersten Kapitels des Römerbriefs). Und er bestand auf einem vorbehaltlosen Vertrauen auf die Bibel, die er als ein göttlich inspiriertes Buch betrachtete, weil er überzeugt war, dass die endgültige Verpflichtung eines Christen auf der letztgültigen Autorität Gottes beruhen muss. Wie Frame an anderer Stelle bemerkt: „Die Basis von Van Tils System und seiner überzeugendsten Prinzipien“ ist eine Ablehnung von Autonomie, da „christliches Denken, wie alle Bereiche christlichen Lebens, ein Gegenstand des Herrseins Gottes ist“ (Van Til and the Ligonier Apologetic, S. 282).
Viele nachfolgende Theologen sind durch Van Tils Denken beeinflusst, einschließlich John M. Frame, Greg Bahnsen, Rousas John Rushdoony und auch Mitglieder des Westminster Theological Seminary (Vern Poythress, William Edgar und K. Scott Oliphint). Auch Francis Schaeffer studierte bei Van Til und wurde durch ihn geprägt, wiewohl er später zu abweichenden Schlussfolgerungen und Argumentationsweisen kam.

## Schriften
Einige der Veröffentlichungen Van Tils (sortiert nach Bedeutung durch K. Scott Oliphint):
- The Metaphysics of Apologetics, 1932; später erschienen unter: A Survey of Christian Epistemology, (englischer Text online verfügbar: In Defense of Biblical Christianity, Vol II, Presbyterian and Reformed Publishing, Phillipsburg, New Jersey 1969) ISBN 0-87552-495-8.
- Introduction to Systematic Theology, (In Defense of the Faith, vol. V), ISBN 0-87552-488-5.
- Common Grace and the Gospel, ISBN 0-87552-482-6.
- A Christian Theory of Knowledge, ISBN 0-87552-480-X.
- The Defense of the Faith, 1955, ISBN 0-87552-483-4.
- The Reformed Pastor and Modern Thought, ISBN 0-87552-497-4.
- The Case for Calvinism, ISBN 0-87552-476-1.
- Essays on Christian Education ISBN 0-87552-485-0.
- Psychology of Religion, (In Defense of the Faith, vol. IV) ISBN 0-87552-494-X.
- The New Hermeneutic, ISBN 1-112-86264-1.
- The Intellectual Challenge of the Gospel, Broschüre, ISBN 0-87552-487-7.
- Karl Barth and Evangelicalism (Broschüre), Presbyterian and Reformed Publishing Co., Nutley, N.J.1964.
- The Doctrine of Scripture (In Defense of the Faith, vol. I), Copyright denDulk Christian Foundation, 1967.
- The Sovereignty of Grace: An Appraisal of G.C. Berkouwer's View of Dordt, Presbyterian and Reformed Publishing Co., Nutley, N.J. 1975.
- The New Synthesis Theology of the Netherlands, Presbyterian and Reformed Publishing Co., Nutley, N.J. 1976.
- Christian-Theistic Evidences (In Defense of the Faith, vol. VI), Presbyterian and Reformed Publishing Co., Phillipsburg, N.J. 1978.
- Paul at Athens (Broschüre), Presbyterian and Reformed Publishing Co., Phillipsburg, N.J. 1978.
- Why I Believe in God (englischer Text online verfügbar: Website reformed.org; Jonathan Barlow, 1996).

Außerdem, herausgegeben durch Eric Sigward: The Works of Cornelius Van Til, 1895–1987, CD-ROM (ISBN 0-87552-461-3), eine umfassende Sammlung von Van Til's Schriften in digitaler Form, mit Bildern und ausführlicher Tonaufnahmen von Van Til.